# مناع العمري
مناع العمري مواليد 6 ديسمبر 1982 في السعودية، هو لاعب كرة قدم سعودي .
مثل سابقاً أندية الصقور و أبها و انتقل إلى نادي ضمك عام 2013 .